# 紐約地鐵R39型列車
R39是纽约地铁尚未制成的铁路车辆，计划用于纽约的高架铁路和地铁中。

## 簡介
R39列車是跨区捷运公司计划在布鲁克林区的BMT默特爾大道線和布朗克斯的IRT第三大道线运行的地铁车辆，设计时，列车参考了R38列车，但在其基础上变得更加轻量化。然而随着BMT默特爾大道線在1969年拆除和IRT第三大道线在1973年拆除，本款列车也最终无法实现生产。

## 其他
巴德公司对这款列车的专列号为美國專利第3,151,538号。